# Gillbergska genomfarten

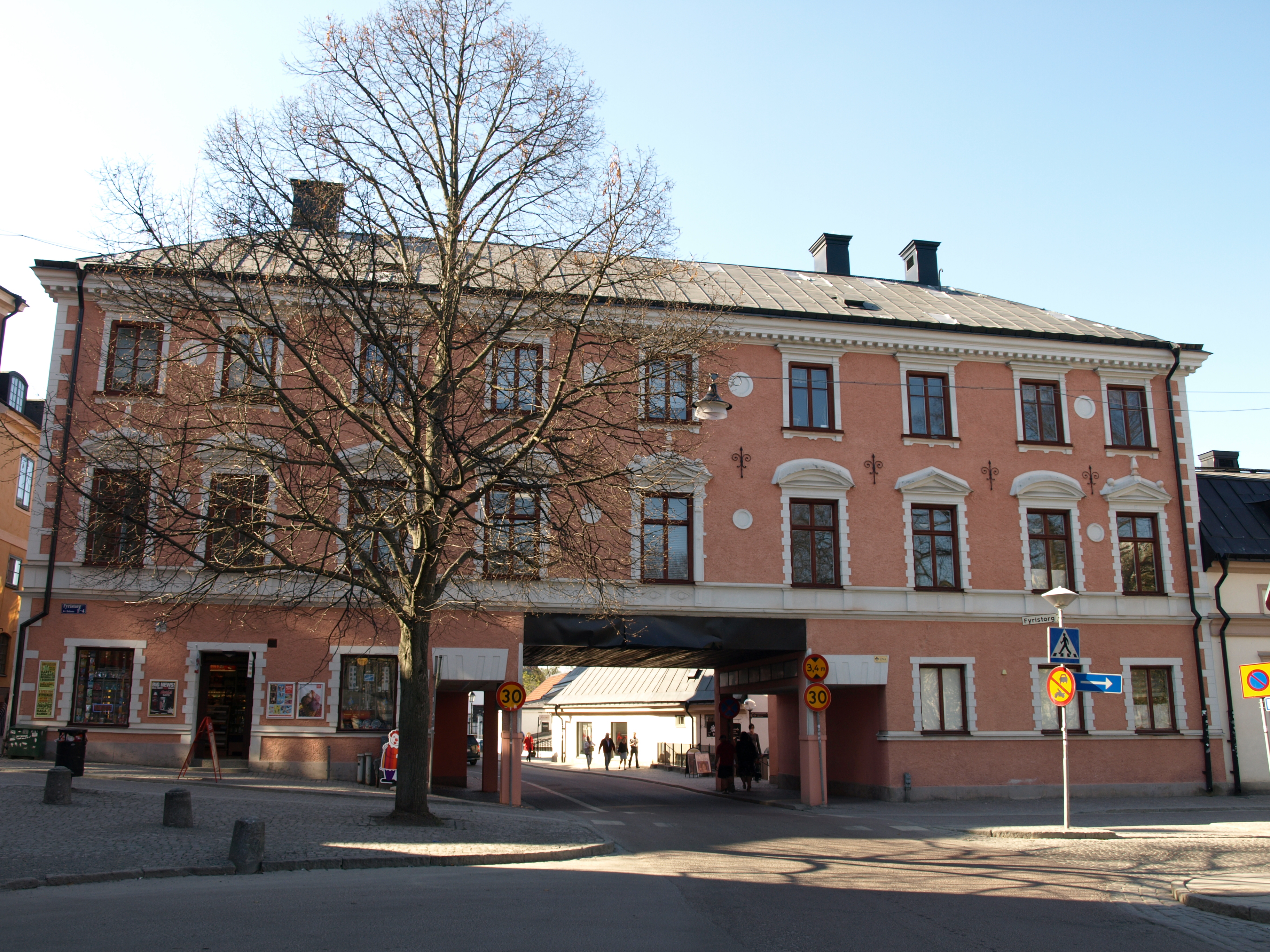
Gillbergska genomfarten 2009.

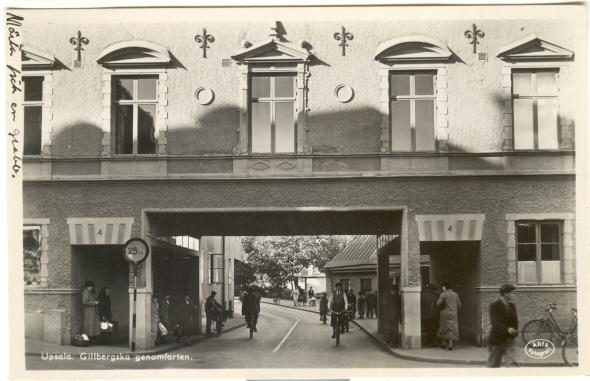
Gillbergska genomfarten på 1940-talet.

Gillbergska genomfarten är en genomfart från 1935 genom ett hus i centrala Uppsala, Fjärdingen 23:1 – Fyristorg 2.

## Historia
Huset kallas Gillbergska huset efter handlanden Gabriel Wilhelm Gillberg som ägde fastigheten under en stor del av 1800-talet, och det ligger i de allra äldsta delarna av Uppsala, granne med domkyrkan och gränsande mot Fyrisån. 
Huskropparna grundlades på medeltida murar. De olika byggnaderna är uppförda från 1690 och framåt, och har renoverats under senare år.
Genomfarten leder biltrafiken genom byggnaden, som ligger tvärs över Västra Ågatan, strax bredvid Domtrappkällaren och Upplandsmuseet. Genomfarten knyter samman Fyristorg och S:t Eriks torg.  År 1935 togs den välkända genomfarten i fastigheten upp, efter ritningar av arkitekten Gunnar Leche.